# 佑天寺うらん
佑天寺うらん（ゆうてんじ うらん、1977年9月21日 - ）は、日本の女性イラストレーター、コラムニスト、モデル、ライター、プロレスラー。血液型はO型。 東京都出身。本名は不明。
性格は引きこもりであるが、風俗嬢やネットアイドルなどをこなし、ライター、イラストレーターなどで活動。
その後、夢であったプロレスラーとしてデビューする。現在はバンビとして活動中。

## 主な活動
- 『ワタシが決めた2』(ポット出版) 表紙＆本文イラスト
- 映画『サクラ、サクラ』 原作
- 映画『がいな奴』 早川江奈 役
- マネーの虎 ※依頼者として